# Lophozia ventricosa
Lophozia ventricosa ist eine Lebermoos-Art aus der Familie Lophoziaceae und gehört zur Gruppe der beblätterten Lebermoose. Deutschsprachige Namen sind Gewöhnliches Spitzmoos oder Bauchiges Spitzkelch-Lebermoos.

## Merkmale
Lophozia ventricosa wächst in hell- bis dunkelgrünen, flachen Rasen aus etwa 1 bis 2 Zentimeter langen und 1 bis 2 Millimeter breiten Pflanzen. Die niederliegenden bis mehr oder weniger aufrechten, braunen und dicht beblätterten Stämmchen sind auf ihrer Unterseite mit zahlreichen Rhizoiden besetzt. Die unterschlächtig angeordneten Flankenblätter sind eiförmig bis rechteckig und vorne in zwei zugespitzte Lappen geteilt. An den Spitzen der Blattlappen sitzen meist gelbgrüne Häufchen mit um die 20 µm großen, ein- bis zweizelligen, eckigen Brutkörpern. Unterblätter fehlen. Die Blattzellen der Flankenblätter sind abgerundet vier- bis sechseckig, dünnwandig und in der Blattmitte etwa 20 bis 30 µm groß. Die Zellecken sind mäßig verdickt. Pro Blattzelle sind 13 bis 20 Ölkörper vorhanden.
Die Moosart ist diözisch. Das Perianth ragt weit aus der Hülle heraus, ist länglich-eiförmig bis zylindrisch, oben plötzlich mit einigen kurzen Falten zusammengezogen und an der Mündung gezähnt. Perianthien und Sporogone werden selten gebildet.

## Variabilität
Lophozia ventricosa ist eine formenreiche Sippe mit mehreren Varianten wie:
- Lophozia ventricosa var. silvicola (H. Buch) R. M. Schust., gekennzeichnet durch Ölkörper mit einer großen Ölkugel im Inneren,
- Lophozia ventricosa var. ventricosa, Ölkörper aus zahlreichen kleinen Tröpfchen zusammengesetzt,
- Lophozia confertifolia Schiffn., mit homogenen Ölkörpern,
- Lophozia groenlandica (Nees) Macoun, Vorkommen im Elbsandsteingebirge.

## Ökologie
Das Moos ist kalkmeidend, feuchtigkeits- und schattenliebend und wächst auf Gestein, offenem Rohhumus, auf humusarmem Mineralboden an Erdrainen sowie auf morschem Holz.

## Verbreitung
Die Verbreitung von Lophozia ventricosa ist zirkumboreal mit Vorkommen in Europa, Asien und Nordamerika. In Mitteleuropa ist es die häufigste Art der Gattung. Es ist in den Gebirgen allgemein verbreitet, in der Ebene selten. In den Alpen kommt es bis zur Baumgrenze vor. 